# James Michael Shannon

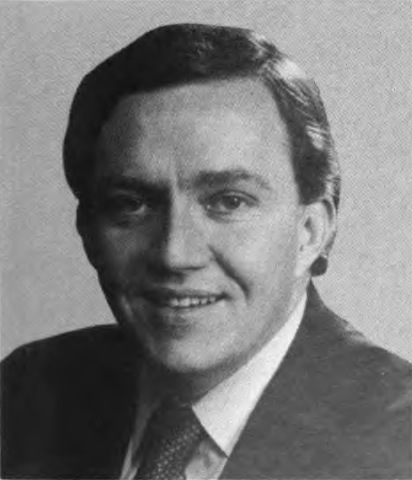
James Shannon (1983)

James Michael Shannon (* 4. April 1952 in Methuen, Massachusetts) ist ein US-amerikanischer Politiker. Zwischen 1979 und 1985 vertrat er den Bundesstaat Massachusetts im US-Repräsentantenhaus.

## Werdegang
James Shannon besuchte die öffentlichen Schulen in Lawrence und danach bis 1969 die Phillips Academy in Andover. Daran schloss sich bis 1973 ein Studium an der Johns Hopkins University in Baltimore an. Nach einem anschließenden Jurastudium an der George Washington University in Washington, D.C. und seiner 1975 erfolgten Zulassung als Rechtsanwalt begann er in Lawrence in diesem Beruf zu arbeiten. Zeitweise gehörte er zum Stab des Kongressabgeordneten Michael J. Harrington. Politisch schloss er sich der Demokratischen Partei an. Bei den Kongresswahlen des Jahres 1978 wurde Shannon im fünften Wahlbezirk von Massachusetts in das US-Repräsentantenhaus in Washington gewählt, wo er am 3. Januar 1979 die Nachfolge von Paul Tsongas antrat. Nach zwei Wiederwahlen konnte er bis zum 3. Januar 1985 drei Legislaturperioden im Kongress absolvieren.
Im Jahr 1984 verzichtete er auf eine weitere Kandidatur für das US-Repräsentantenhaus. Stattdessen strebte er erfolglos die Nominierung seiner Partei für die Wahlen zum US-Senat an. Nach dem Ende seiner Zeit im Kongress praktizierte James Shannon wieder als Anwalt. Zwischen 1987 und 1991 war er als Nachfolger von Francis X. Bellotti Attorney General von Massachusetts. Im August 2000 nahm er als Delegierter an der Democratic National Convention in Los Angeles teil, auf der Al Gore als Präsidentschaftskandidat nominiert wurde; im Jahr 2002 wurde er Vorstandsvorsitzender der NFPA, der Bundesvereinigung zum Feuerschutz.